# Georg Deffner
Georg Deffner (ur. 1910, zm. ?) – zbrodniarz nazistowski, członek załogi niemieckiego obozu koncentracyjnego Dachau i SS-Oberscharführer.
Członek NSDAP. W styczniu 1942 rozpoczął służbę w kompleksie obozowym Dachau. Początkowo kierował cenzurą pocztową w obozie głównym, następnie w sierpniu 1943 został kierownikiem komanda więźniarskiego w podobozie Kempten. W kwietniu 1944 został komendantem podobozu Kettern, a w lutym 1945 przeniesiono go do podobozu Kaufering I, gdzie do kwietnia 1945 kierował komandem więźniarskim.
W procesie członków załogi Dachau (US vs. Georg Deffner), który miał miejsce w dniach 6–11 listopada 1947 przed amerykańskim Trybunałem Wojskowym w Dachau skazany został na 3 lata pozbawienia wolności za maltretowanie więźniów i skazywanie ich na okrutne kary.